# Erebochlora duplicata
Erebochlora duplicata är en fjärilsart som beskrevs av Thierry-mieg 1907. Erebochlora duplicata ingår i släktet Erebochlora och familjen mätare. Inga underarter finns listade i Catalogue of Life.